# Cladocolea oligantha
Cladocolea oligantha är en tvåhjärtbladig växtart som först beskrevs av Standley & Steyermark, och fick sitt nu gällande namn av Kuijt. Cladocolea oligantha ingår i släktet Cladocolea och familjen Loranthaceae. Inga underarter finns listade i Catalogue of Life.